# Барта Пулхерија
Ана Барта Пулхерија (око 1881 – Аустрија, 1981) била је припадница католичког реда Милосрдних сестара Светог Вицента од Паула и управница логора за српску децу Јастребарско.
Била је свастика водећег усташког идеолога Милета Будака, министра богоштовља и наставе (1941) и министра спољних послова у Влади Независне Државе Хрватске.

## Сведочења
Према сведочењу Зорке Делић Скиба из села Крухари, бивше заточенице логора Јастребарско, Пулхерија је за заточену српску децу говорила да су: „бандитска дјеца” и да их све треба побити. Гојко Рончевић је имао седам година када је доведен у логор Јастребарско 1942. године. Према његовим сећањима, само дан пре него што је Четврта кордунашка ударна бригада ослободила логор 26. августа 1942. године, Барта Пулхерија је будаком убила двоје деце. Плански је отежавала нормалну исхрану деце, тако да су она углавном неколико дана узастопно јела ретку и запржену супу. Такође, током летњих врућина, забрањивала је да се деци млеко доноси у 6 сати ујутру, већ у 11 сати, како би се у међувремену покварило.
Пред крај рата 1945. године, успела је да са усташама напусти Југославију и оде у Аустрију, те тако избегне да одговара за злочине. Умрла је у Аустрији 1981. године. Католичка црква никада није осудила њене делатности.

## Дара из Јасеновца
Лик управнице дечијег логора у филму Дара из Јасеновца, који тумачи глумица Татјана Кецман, инспирисан је ликом Барте Пулхерије.